# Gabriel Petrea
Gabriel Petrea (n. 30 octombrie 1984, Focșani, Vrancea, România) este un politician român, fost ministru al consultării publice și dialogului social (2017-2018), ales deputat în legislatura 2016-2020 în Circumscripția electorală nr. 42 - București. În prezent este membru al Partidului Social Democrat.

## Educație și formare
În 2003 a absolvit Colegiul Național „Unirea” Focșani, specializarea matematică-informatică, ulerior urmând cursurile Facultății de Automatică și Calculatoare - Universitatea Politehnica București pe care le finalizează în anul 2008. 
În prezent urmează cursuri universitare de doctorat în management industrial în cadrul Universității Politehnica București.
Participă la cursuri de formare, completându-și studiile universitare în domenii precum: Lobby & Advocacy, Leadership, Management Organizațional, Evaluarea învățământului superior, Monitorizare și evaluare.

## Experiență pofesională
În perioada facultății a activat în organizații precum: Liga Studenților din Facultatea de Automatică și Calculatoare, Uniunea Studenților din România și Asociația Studenților din Universitatea Politehnica București, în anul 2007 devenind președintele Uniunii Naționale a Tuturor Studenților din România. A inițiat și coordonat o serie de proiecte precum:
- Festivalul STUDENȚIADA - edițiile 2006, 2007;
- Târgul Anual de Joburi - dițiile 2005-2008;
- Ziarul Info@Poli;
- „În urmă nu-ți rămâne decât binele pe care l-ai făcut”;
- Campanie națională de ecologizare;
- „Dăruiește din Inimă”;
- „Exercită-ți dreptul la vot”
- „Training-uri UNSR 2008”;
- „DNA-ul studențesc”.

Ocupă funcția de Director Unitatea de Management al Proiectelor Finanțate din Fonduri Structurale din cadrul Ministerului Educației în perioada iunie-noiembrie 2009, fiind responsabil de coordonarea activității acesteia în vederea  implementării proiectelor finanțate din fonduri europene, gestionarea resurselor proiectelor în vederea implementării eficiente și în conformitate cu graficul stabilit al activităților.
În anul 2008 devine Inginer de sistem în cadrul Universității Politehnica din București, funcție pe care o deține până în anul 2012.
Deține funcția de director general adjunct în cadrul Universității Politehnica din București în perioada aprilie iunie 2012, funcție pe care o mai deține ulterior în perioadele: noiembrie 2015 - ianuarie 2017 și martie 2018 - prezent.

## Experiență politică
Se înscrie în Partidul Social Democrat în anul 2009, devenind coordonator al Ligii Studenților Social Democrați.
Ocupă funcția de consilier personal al secretarului de stat în cadrul Ministerului Educației și Cercetării în perioada februarie - martie 2009, în anul 2012 fiind ales consilier local în Sectorul 6, București, devenind ulterior viceprimar al sectorului, funcție pe care o deține până în luna noiembrie 2015.
Devine președinte al Tineretului Social Democrat în anul 2015, reînnoindu-și mandatul în anul 2017.
În anul 2016 este ales deputat în Circumscripția electorală nr. 42 - București, fiind validat pe 21 decembrie 2016 prin HCD nr. 122/2016. În activitatea de deputat, depune un număr de peste 90 de inițiative legislative vizând domenii precum educația, tineretul, dialogul social, protecția mediului, sprijinirea categoriilor vulnerabile, sprijinul și dezvoltarea fermierilor, printre cele mai importante fiind:
- Proiectul Legii cadru privind salarizarea personalului plătit din fonduri publice
- Propunere legislativă privind dialogul social
- Proiect de Lege pentru stabilirea indicatorilor minimali de ierarhizare privind salarizarea personalului din economia națională
- Proiect de Lege pentru completarea Ordonanței de Urgență a Guvernului nr.195/2002 privind circulația pe drumurile publice
- Propunere legislativă privind sprijinul pentru un trai decent în contextul pandemiei provocate de coronavirusul SARS-CoV-2
- Proiect de Lege pentru completarea art.34 din Legea nr.76/2002 privind sistemul asigurărilor pentru șomaj și stimularea ocupării forței de muncă
- Propunere legislativă privind suportarea de la Bugetul de Stat prin Bugetul Ministerului Sănătății a testărilor pentru determinarea infectărilor cu noul Coronavirus SARS-COV2

În perioada ianuarie 2017 - februarie 2018, deține portofoliul de ministru al consultării publice și dialogului social, având atribuții în coordonarea politicilor Guvernului României în domeniile guvernării deschise, accesului la informațiile de interes public, transparenței, dialogului social, consultării publice și dezvoltării asociațiilor și fundațiilor. Dezvoltă și operaționalizează în perioada mandatului de ministru o serie de instrumente dedicate transparenței instituționale, precum: Registrul Unic al Transparenței Intereselor (RUTI), E-consultare și Conect-Catalogul Organizațiilor Neguvernamentale pentru Evidență, Consultare și Transparență.
Se înscrie în Partidul Pro România în anul 2019, devenind candidat al acestuia pentru Senatul României în Circumscripția electorală nr.10 - Buzău, la alegerile din 6 decembrie 2020.

## Conflictul cu Liviu Dragnea și votarea moțiunii de cenzură
În activitatea desfășurată în cadrul Partidului Social Democrat, Gabriel Petrea susține permanent deschiderea partidului, nevoia acestuia de modernizare și promovarea oamenilor noi pe principiul meritocrației. Astfel, acesta sesizează conducerii partidului permanent derapajele înregistrate la nivel de management și comunicare. În ianuarie 2018, acesta se opune public schimbării Guvernului Tudose, al doilea guvern al PSD în mai puțin de un an, publicând o Scrisoare deschisă adresată lui Liviu Dragnea, cu care intră în conflict. Prin intermediul scrisorii, președintele TSD solicită mai multă democrație în partid, sancționând modul defectuos  de conducere al acestuia și susținând nevoia de reformare pentru evitarea colapsului. Ca urmare a conflictului, Gabriel Petrea pierde mandatul de ministru al consultării publice și dialogului social, acesta fiind ulterior desființat.
După pierderea alegerilor europarlamentare din 2019,  Gabriel Petrea prezintă conducerii PSD, el fiind membri al PBN și al Comitetului Executiv, rezoluția Tineretului Social Democrat, potrivit căreia reforma PSD este imperios necesară.  Continuarea modului defectuos de conducere a partidului, după alegerile parlamentare și dorința de schimbare a acestuia,  îl motivează pe Gabriel Petrea să candideze la funcția de secretar general al partidului, în cadrul Congresului PSD din iulie 2019, funcție la care concurează alături de Mihai Fifor și Codrin Ștefănescu. În urma votului delgeaților PSD, Gabriel Petrea se clasează pe locul 2 cu un total de 717 voturi, Mihai Fifor căștigă funcția cu un număr de 2366 voturi, în timp ce Codrin Ștefănescu ocupă ultimul loc, obținând doar 466 voturi.
Critic permanent al managementului partidului, Gabriel Petrea reclamă că  părerile tinerilor din partid și din țară nu sunt ascultate și respectate. Nemulțumirea acestuia față de viziunea conducerii, culmină în anul 2019, la votul moțiunii de cenzură împotriva Guvernului Dăncilă, când Gabriel Petrea votează împotriva propriului guvern, punând acest gest în baza comportamentului liderilor și educației lor, precum și pentru lipsa de interes față de ce vor tinerii și față de reconstrucția partidului.
Votul împotriva guvernului PSD condus de Viorica Dăncilă, acordat de Gabriel Petrea, a avut drept consecință la excluderea acestuia de Partidul Social Democrat în anul 2019.